# Emma Riff
Pour les articles homonymes, voir Riff.
Emma Riff, née le 14 décembre 2000, est une pentathlonienne française.

## Carrière
Elle est médaillée de bronze en relais mixte avec Alexandre Henrard aux Championnats du monde de pentathlon moderne 2018.
Elle est médaillée d'argent en individuel aux Jeux olympiques de la jeunesse de 2018.